# Вечірній (Кривий Ріг)
Вечі́рній Бульва́р  — народна назва однієї з місцевостей Саксаганського району Кривого Рогу.
До складу входять вулиці Івана Авраменка, Космонавтів, Павла Глазового і Вечірній бульвар. Складається з 9-поверхових будинків, має розвинену інфраструктуру. Діють два ринки, торгові центри, центр зайнятості, ветклініки, майданчик для вигулу собак, школи, бібліотеки, ресторани, автосалони, автомийки, стоянка авто. Орієнтовна площа до 20 га. Закладений наприкінці 70-х рр. ХХ століття.